# غبري
الغبري هم مجموعة عرقية موجودة في إيران وبالتحديد في محافظة يزد. يدين الغبري بالديانة الزرادشتية.